# De Legende van Spyro
De Legende van Spyro (Engels: The Legend of Spyro) is een serie van drie computerspellen uit de spelserie Spyro the Dragon. De drie spellen zijn: een Draak is Geboren (Engels: A New Beginning), De Eeuwige Nacht (Engels: The Eternal Night) en De Opkomst van een Draak (Engels: Dawn of the Dragon).
Spyro is een kleine paarse draak waarvan zijn lot is de wereld in balans te houden. Hoewel alle draken slechts één element kunnen beheersen kan de paarse draak vier van de acht elementen (vuur, elektriciteit, ijs en aarde) beheersen.
In het derde spel van De Legende van Spyro kan de zwarte draak Cynder de elementen angst, gif, schaduw en wind beheersen. Dit komt doordat ze eerst in de macht van de Duistere Meester was.
Spyro's stiefbroer Sparx de libel reist ook mee. Overdag is Sparx geel en 's nachts paars. Ook als men verdwaalt gaat Sparx naar de plek waar men moet zijn. (Hoe men daar moet komen moet men zelf uitzoeken.) Ook leert men aanvallen van de vier Drakenwachters.

## Personages
Spyro
Spyro kan vier van de acht elementen besturen en kan vliegen. Toen de Duistere Legers van de Duistere Meester de Drakentempel en de drakenstad Warfang aanvielen en de eieren wilden vernietigen redde Ignitus een van de drakenwachters Spyro's ei. Hij legde Spyro op een blad en liet hem de Parelrivier opgraven. Spyro kwam aan in een moeras waar een familie libellen het ei vond.
Sparx
Sparx is de adoptiebroer van Spyro die op dezelfde dag geboren werd. Hij is sarcastisch en humoristisch. Hij is altijd bereid Spyro te helpen. De kleine libel reist in alle games met Spyro mee.
Cynder
Deze grote zwarte draak is toen ze een ei was gevangengenomen door Gaul, de Apenkoning. Dit gebeurde op dezelfde dag in dezelfde tempel. Aan het eind van een Draak is Geboren verandert Cynder in een normaal drakenkind. In De Opkomst van een Draak kan men Cynder voor het eerst besturen. Als men Spyro bestuurt loopt Cynder erachteraan en als men Cynder speelt is het andersom. Als men alleen speelt kan die op elk moment van draak wisselen, als men met z'n tweeën speelt dan speelt ene als Spyro en de andere als Cynder. Cynder bestuurt de elementen gif, schaduw, wind en angst. In een Draak is Geboren is Cynder in het begin groot en slecht. Bovendien bestuurt ze dan ook donker vuur.
Ignitus
Ignitus is een rode vuurdraak die een van de Wachters is. Hij leert de speler vuuraanvallen. Hij is de leider van de vier Drakenwachters.
Volteer
Volteer is een gele elektrodraak die een van de Wachters is. Hij leert de speler elektrische aanvallen. In de Nederlandse versie van een Draak is Geboren is zijn naam vertaalt als Volter, maar in de Nederlandse versie van de andere twee spellen is zijn naam gewoon Volteer zoals in de originele Engelse versie.
Cyril
Cyril is een blauwe ijsdraak die een van de Wachters is. Hij leert de speler ijsaanvallen. In de Nederlandse versie van een Draak is Geboren is zijn naam vertaalt als Cyriel, maar in de Nederlandse versie van de andere twee spellen is zijn naam gewoon Cyril zoals in de originele Engelse versie.
Terrador
Terrador is een groene aardedraak die een van de Wachters is. Hij leert de speler grondaanvallen. In gevallen dat Ignitus niet bij de Wachters aanwezig is is hij de leider.
Hunter van Avalar
Hunter van Avalar is een cheeta-boogschutter uit de vallei Avalar die bewoond wordt door katmensen zoals tijgers, cheeta's, luipaarden en panters. In De Eeuwige Nacht stuurt hij Spyro een brief en in De Opkomst van een Draak helpt hij Spyro, Sparx en Cynder. In de Nederlandse versie wordt hij heel af en toe Jager genoemd, maar over het algemeen wordt hij Hunter genoemd zoals in de originele Engelse versie.
Malefor
Malefor staat bekend als de Duistere Meester en is net als Spyro een paarse draak, hij is alleen iets donkerder. Malefor is de centrale schurk in de hele trilogie en de belangrijkste tegenstander in het laatste spel, De Opkomst van een Draak, hij beheerst acht elementen en hij wordt uiteindelijk verslagen door Spyro en Cynder aan het eind van De Opkomst van een Draak.

## Stemmen
| Personage              | Oorspronkelijke stemacteur                                     | Nederlandse nasynchronisatie |
| ---------------------- | -------------------------------------------------------------- | ---------------------------- |
| Spyro                  | Elijah Wood                                                    | Rolf Koster                  |
| Sparx                  | David Spade (2006), Billy West (2007), Wayne Brady (2008)      | Ewout Eggink                 |
| Ignitus                | Gary Oldman                                                    | Ruud Drupsteen               |
| Cynder                 | Cree Summer (2006), Mae Whitman (2007), Christina Ricci (2008) | Yvon Jane van Leeuwen        |
| Flash                  | Jeff Bennett                                                   | Onbekend                     |
| Nina                   | Vanessa Marshall                                               | Marjolein Algera             |
| Volteer                | Corey Burton                                                   | Bas Westerweel               |
| Cyril                  | Jeff Bennett                                                   | Edward Reekers               |
| Terrador               | Kevin Michael Richardson                                       | Victor van Swaay             |
| Kane                   | Phil LaMarr                                                    | Tony Neef                    |
| Molyair (Mole-Yair)    | Jeff Bennett                                                   | Onbekend                     |
| Exhumor                | Corey Burton                                                   | Onbekend                     |
| Stoker (Conductor)     | Kevin Michael Richardson                                       | Onbekend                     |
| Gaul                   | Kevin Michael Richardson                                       | Onbekend                     |
| Schrijver (Chronicler) | Martin Jarvis                                                  | Johnny Kraaijkamp jr.        |
| Skabb                  | Onbekend                                                       | Onbekend                     |
| Snaai (Scratch)        | Jeff Bennett                                                   | Onbekend                     |
| Snuif (Sniff)          | Kevin Michael Richardson                                       | Onbekend                     |
| Hunter                 | Blair Underwood                                                | Sander de Heer               |
| Meadow                 | Fred Tatasciore                                                | Onbekend                     |
| Kluizenaar (Hermit)    | Kevin Michael Richardson                                       | Onbekend                     |
| Prowlus                | Kevin Michael Richardson                                       | Onbekend                     |
| Malefor                | Mark Hamill                                                    | Fred Meijer                  |